# Vidvangshøgda
Vidvangshøgda är en ås där den högsta toppen är (549 m ö.h.) och ligger i Bærums kommun, Akershus fylke i Norge. Den ligger i den nordöstra delen av skogsområdet Krokskogen.